# Los helechos - Enredos de parejas
Los helechos - Enredos de parejas es una película de comedia dramática peruana de 2018 dirigida por Antolín Prieto (en su debut como director) y escrita por Prieto & Fernanda Gutiérrez. La película utiliza la técnica de improvisación comúnmente vista en el teatro, convirtiéndola en la primera película peruana en utilizarla. Está protagonizada por Nuria Frigola Torrent, Miguel Vargas, Pedro Kanashiro, Fernanda Gutiérrez, Fernando Neyra, Mariana Palau y Pold Gastello.

## Sinopsis
Dos parejas huyen de la ciudad durante un fin de semana. Toshiro y Helena, casados y con dos hijas; y Felipe e Iris, disfrutando de la vida libremente a los 30 años. Todos se alojan en una finca regenta por Sol y Miguel, amantes y hippies de corazón. El fin de semana empieza con risas y camaradería. Pero a medida que se revelan deseos incalculables y agendas ocultas, ambos pares urbanos entran en crisis. Se deben tomar decisiones y se deben escuchar voces en esta historia de la increíble complejidad del amor en sus múltiples formas.

## Reparto
Los actores que participaron en esta película son:
- Nuria Frigola Torrent como Iris
- Miguel Vargas como Felipe Octavio
- Pedro Kanashiro como Toshiro
- Fernanda Gutiérrez como Helena
- Fernando Neyra como Miguel
- Mariana Palau como Sol
- Pold Gastello como Vendedor de pisco

## Lanzamiento
La película se estrenó en agosto de 2018 como parte de la Competencia Oficial de Cine de Ficción del Festival de Cine PUCP de Lima 2018. Luego de recibir un Incentivo a la Distribución Cinematográfica del Ministerio de Cultura en 2018, la película se estrenó comercialmente el 6 de junio de 2019 en los cines peruanos.